# Chamberlain (Dakota del Sud)
Chamberlain è una città della contea di Brule, Dakota del Sud, Stati Uniti. Si trova sulla sponda orientale del lago Francis Case arginato del fiume Missouri, vicino a dove è attraversato dall'autostrada Interstate 90.
La popolazione di Chamberlain era di 2.387 abitanti al censimento del 2010. È il capoluogo della contea di Brule.
Chamberlain è la sede della St. Joseph's Indian School, che comprende anche l'Akta Lakota Museum and Cultural Center, che descrive la vita nomade degli indiani delle pianure. Chamberlain è la sede del South Dakota Hall of Fame, e una statua di 50 piedi di una donna nativa americana, chiamata Dignity, si trova nelle vicinanze.

## Geografia fisica
Secondo lo United States Census Bureau, ha un'area totale di 7,84 mi² (20,31 km²).

## Storia
Chamberlain prende il nome da Selah Chamberlain, un direttore della ferrovia della Chicago, Milwaukee and St. Paul Railway.

## Società

### Evoluzione demografica
Secondo il censimento del 2010, la popolazione era di 2.387 abitanti.

### Etnie e minoranze straniere
Secondo il censimento del 2010, la composizione etnica della città era formata dall'81,9% di bianchi, lo 0,3% di afroamericani, il 14,8% di nativi americani, lo 0,2% di asiatici, lo 0,0% di oceanici, lo 0,1% di altre razze, e il 2,8% di due o più etnie. Ispanici o latinos di qualunque razza erano l'1,5% della popolazione.